# Miguel Othón de Mendizábal
Miguel Othón de Mendizábal (Ciudad de México, 1890- Ciudad de México 1945) fue un antropólogo y especialista en educación mexicana. Se destacó por su trabajo en pos de la reforma agraria y el mejoramiento de las condiciones de vida de los indígenas de México.

## Biografía
Nacido en 1890 en Ciudad de México, estudió en el Museo Nacional de Arqueología, Etnografía e Historia. Trabajó en la Universidad Nacional Autónoma de México, como investigador en el valle del Mezquital, estado de Hidalgo, posteriormente fue designado director del Instituto de Investigaciones Sociales. También fue jefe del Laboratorio de Antropología del Instituto Politécnico Nacional. Entre 1939 a 1940, fue asesor de Asuntos Indígenas durante la presidencia de Lázaro Cárdenas del Río.

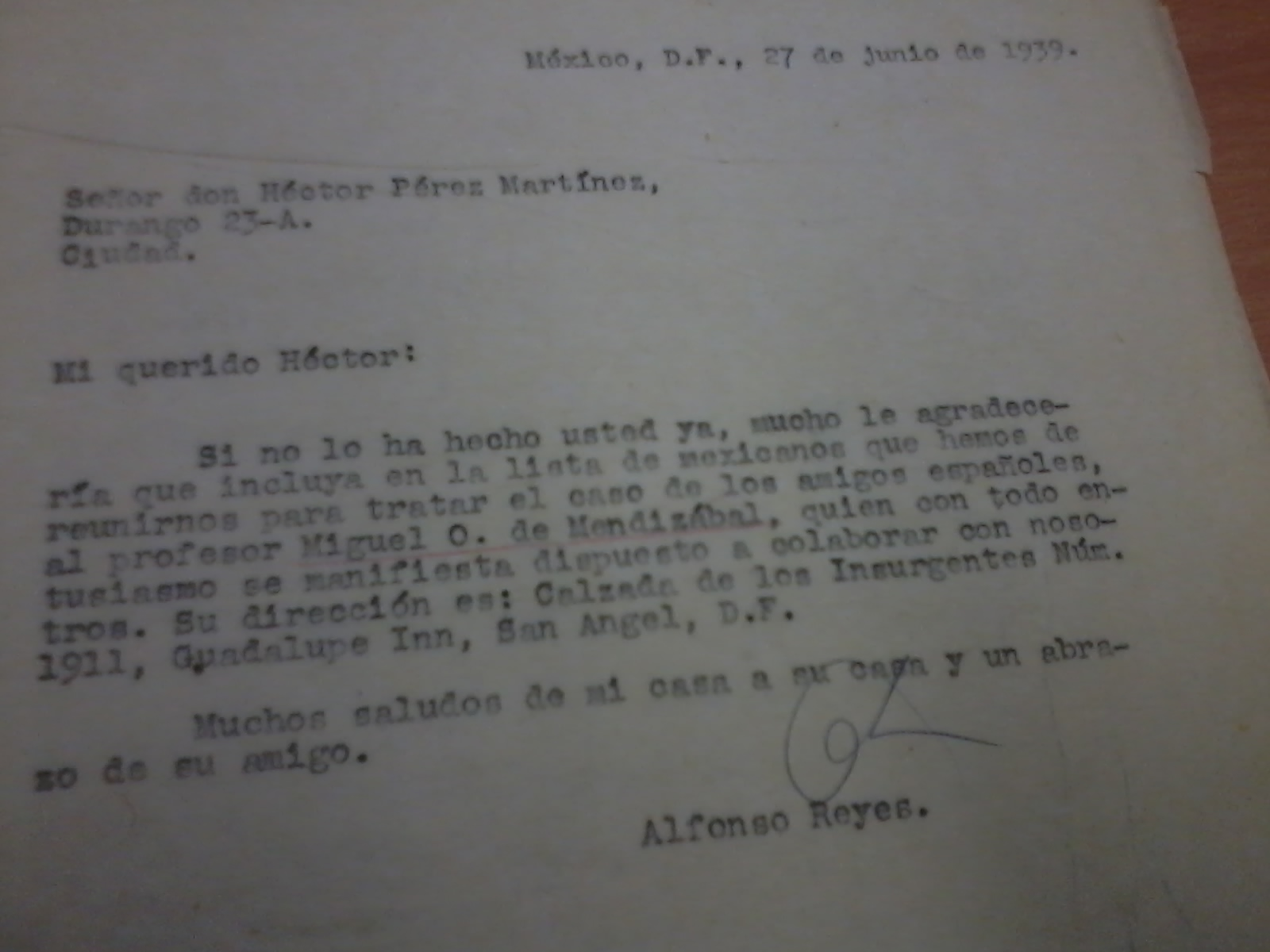
Carta (27 de junio de 1939) en la que Alfonso Reyes menciona a Miguel Othón de Mendizábal como parte del grupo de mexicanos interesados en ayudar a los españoles del exilio

Tanto desde su trabajo en el ámbito académico como en su vida no académica y desde el periodismo, bregó por la reforma agraria. Fundó la Escuela de Medicina Rural, en su afán de llevar los beneficios de la atención de la salud a los campesinos. Siempre tuvo una postura crítica frente al indigenismo promulgado desde los gobiernos. Falleció el 6 de diciembre de 1945.

## Obras
Entre sus obras destacan:
- Compilado de sus escritos en: Obras completas (1946)
- Ensayo sobre las civilizaciones aborígenes americanas
- La influencia de la sal en la distribución geográfica de los grupos indígenas en México
- El templo de Texacoatl en Teotihuacan
- El origen histórico de nuestras clases medias
- Ética indígena
- El problema agrario de México
- Época colonial de 1519 - 1810
- La cronología nahua
- La evolución de las culturas indígenas de México y la división del trabajo
- La evolución del noroeste de México
- La minería y metalurgia mexicanas
- Los cuatro problemas del indígena
- La evolución agropecuaria del Valle del Mezquital